# Torbda notialis
Torbda notialis là một loài tò vò trong họ Ichneumonidae.